# Espanya als Jocs Olímpics d'estiu de 2000
Espanya va estar representada als Jocs Olímpics d'Estiu 2000 celebrats a Sydney, Austràlia, per 321 esportistes (216 homes i 105 dones) que competiren en 27 esports. El portador de la bandera a la cerimònia d'obertura fou el jugador de waterpolo català Manel Estiarte.

## Medaller
L'equip olímpic espanyol va aconseguir les següents medalles:
| Esport     | Or | Plata | Bronze | Total |
| Atletisme  | 0  | 0     | 1      | 1     |
| Boxa       | 0  | 1     | 0      | 1     |
| Ciclisme   | 1  | 0     | 1      | 2     |
| Futbol     | 0  | 1     | 0      | 1     |
| Gimnàstica | 1  | 0     | 0      | 1     |
| Handbol    | 0  | 0     | 1      | 1     |
| Judo       | 1  | 0     | 0      | 1     |
| Natació    | 0  | 0     | 1      | 1     |
| Taekwondo  | 0  | 1     | 0      | 1     |
| Tennis     | 0  | 0     | 1      | 1     |
| Total      | 3  | 3     | 5      | 11    |

## Medallistes
| David Albelda Iván Amaya Miguel Ángel Angulo Daniel Aranzubía Joan Capdevila Jordi Ferrón Gabri Garcia Xavi Hernández Jesús María Lacruz | Albert Luque Carlos Marchena Felip Ortiz Carles Puyol José Mari Romero Ismael Ruiz Raúl Tamudo Toni Velamazán Unai Vergara |

| David Barrufet Talant Dujshebaev Mateo Garralda Rafael Guijosa Demetrio Lozano Enric Masip Jordi Nuñez Xavier O'Callaghan | Jesús Olalla Antonio Ortega Juancho Pérez Antonio Ugalde Iñaki Urdangarín Alberto Urdiales Andrí Xepkin |

## Atletisme
Vegeu Atletisme als Jocs Olímpics d'estiu de 2000

### Masculí
Pista i ruta
| Esportista                                                 | Esdeveniment     | Eliminatòria | Eliminatòria | Quarts de final | Quarts de final | Semifinal       | Semifinal       | Final           | Final           |
| Esportista                                                 | Esdeveniment     | Resultat     | Posició      | Resultat        | Posició         | Resultat        | Posició         | Resultat        | Posició         |
| ---------------------------------------------------------- | ---------------- | ------------ | ------------ | --------------- | --------------- | --------------- | --------------- | --------------- | --------------- |
| Abel Antón                                                 | Marató           |              |              |                 |                 |                 |                 | 2:24:04         | 53              |
| David Canal                                                | 400 m            | 45.53        | 2 Q          | 45.54           | 7               | No classificat  | No classificat  | No classificat  | No classificat  |
| Marco Cepeda                                               | 3000 m obstacles | 8:40.01      | 10           |                 |                 |                 |                 | No classificat  | No classificat  |
| José Manuel Cerezo                                         | 800 m            | 1:48.11      | 5            |                 |                 | No classificat  | No classificat  | No classificat  | No classificat  |
| Teodoro Cuñado                                             | 10000 m          | 29:10.90     | 16           |                 |                 |                 |                 | No classificat  | No classificat  |
| Andrés Manuel Díaz                                         | 1500 m           | 3:38.54      | 3 Q          |                 |                 | 3:38.41         | 6 q             | 3:37.27         | 7               |
| José David Domínguez                                       | 20 km marxa      |              |              |                 |                 |                 |                 | 1:28:16         | 35              |
| Paquillo Fernández                                         | 20 km marxa      |              |              |                 |                 |                 |                 | 1:21:01         | 7               |
| Martín Fiz                                                 | Marató           |              |              |                 |                 |                 |                 | 2:13:06         | 6               |
| Alberto García                                             | 5000 m           | 14:11.65     | 16           |                 |                 |                 |                 | No classificat  | No classificat  |
| Jesús Ángel García                                         | 50 km marxa      |              |              |                 |                 |                 |                 | 3:49:31         | 12              |
| Juan Carlos Higuero                                        | 1500 m           | 3:40.60      | 3 Q          |                 |                 | 3:38.37         | 5 Q             | 3:38.91         | 8               |
| Venancio José                                              | 100 m            | 10.36        | 3 Q          | 10.53           | 8               | No classificat  | No classificat  | No classificat  | No classificat  |
| Venancio José                                              | 200 m            | 20.95        | 3 Q          | 20.79           | 7               | No classificat  | No classificat  | No classificat  | No classificat  |
| Alberto Juzdado                                            | Marató           |              |              |                 |                 |                 |                 | 2:21:18         | 42              |
| Luis Miguel Martín                                         | 3000 m obstacles | 8:24.04      | 4 Q          |                 |                 |                 |                 | 8:22.75         | 5               |
| Eliseo Martín                                              | 3000 m obstacles | 8:24.97      | 4 Q          |                 |                 |                 |                 | 8:23:00         | 6               |
| Valentí Massana                                            | 50 km marxa      |              |              |                 |                 |                 |                 | 3:46:01         | 4               |
| David Márquez                                              | 20 km marxa      |              |              |                 |                 |                 |                 | 1:24:36         | 20              |
| Enrique Molina                                             | 10000 m          | 28:09.76     | 8 Q          |                 |                 |                 |                 | Retirat         | Retirat         |
| Iñigo Monreal                                              | 400 m tanques    | 51.32        | 4            |                 |                 | No classificat  | No classificat  | No classificat  | No classificat  |
| Yousef El Nasri                                            | 5000 m           | 13:34.49     | 9            |                 |                 |                 |                 | No classificat  | No classificat  |
| Mikel Odriozola                                            | 50 km marxa      |              |              |                 |                 |                 |                 | 3:59:50         | 24              |
| Roberto Parra                                              | 800 m            | 1:48.19      | 5            |                 |                 | No classificat  | No classificat  | No classificat  | No classificat  |
| José Antonio Redolat                                       | 1500 m           | 3:38.66      | 2 Q          |                 |                 | 3:45.46         | 11              | No classificat  | No classificat  |
| José Ríos                                                  | 10000 m          | 27:51.40     | 9 q          |                 |                 |                 |                 | 28:50.31        | 18              |
| Antonio Andrés David Canal Iñigo Monreal Eduardo Rodríquez | Relleus 4x400 m  | 3:06.87      | 5            |                 |                 | No classificats | No classificats | No classificats | No classificats |

Concursos
| Esportista      | Esdeveniment       | Qualificació | Qualificació | Final          | Final          |
| Esportista      | Esdeveniment       | Distància    | Posició      | Distància      | Posició        |
| --------------- | ------------------ | ------------ | ------------ | -------------- | -------------- |
| Raúl Chapado    | Triple salt        | No presentat | No presentat | No classificat | No classificat |
| Yago Lamela     | Salt de llargada   | 7,89         | 12           | No classificat | No classificat |
| Manolo Martínez | Llançament de pes  | 19,94        | 6 q          | 20,55          | 6              |
| David Martínez  | Llançament de disc | 61,50        | 11           | No classificat | No classificat |

Combinats
| Esportista             | Esdeveniment |          | 100m  | SL   | LP | SA | 400m | 110mT | LD | SP | LJ | 1500m | Final   | Posició |
| ---------------------- | ------------ | -------- | ----- | ---- | -- | -- | ---- | ----- | -- | -- | -- | ----- | ------- | ------- |
| Francisco Javier Benet | Decatló      | Resultat | 11.42 | 6,32 |    |    |      |       |    |    |    |       | Retirat | Retirat |
| Francisco Javier Benet | Decatló      | Punts    | 769   | 657  |    |    |      |       |    |    |    |       | Retirat | Retirat |

### Femení
Pista i ruta
| Esportista                                               | Esdeveniment    | Eliminatòria | Eliminatòria | Quarts de final | Quarts de final | Semifinal        | Semifinal        | Final            | Final            |
| Esportista                                               | Esdeveniment    | Resultat     | Posició      | Resultat        | Posició         | Resultat         | Posició          | Resultat         | Posició          |
| -------------------------------------------------------- | --------------- | ------------ | ------------ | --------------- | --------------- | ---------------- | ---------------- | ---------------- | ---------------- |
| María Abel                                               | 10000 m         | 34:05.44     | 15           |                 |                 |                  |                  | No classificada  | No classificada  |
| Ana Isabel Alonso                                        | Marató          |              |              |                 |                 |                  |                  | 2:36:45          | 30               |
| Norfalia Carabalí                                        | 400 m           | 52.36        | 4 q          | 52.63           | 7               | No classificada  | No classificada  | No classificada  | No classificada  |
| Marta Domínguez                                          | 5000 m          | 15:45.07     | 10           |                 |                 |                  |                  | No classificada  | No classificada  |
| Nuria Fernández                                          | 1500 m          | 4:11.46      | 5 Q          |                 |                 | 4:10.92          | 10               | No classificada  | No classificada  |
| Griselda González                                        | Marató          |              |              |                 |                 |                  |                  | 2:38:28          | 33               |
| Encarna Granados                                         | 20 km marxa     |              |              |                 |                 |                  |                  | 1:35.06          | 20               |
| Mayte Martínez                                           | 800 m           | 1:59.60      | 1 Q          |                 |                 | 2:03.27          | 8                | No classificada  | No classificada  |
| María Luisa Muñoz                                        | Marató          |              |              |                 |                 |                  |                  | 2:45:40          | 39               |
| Eva Pérez                                                | 20 km marxa     |              |              |                 |                 |                  |                  | 1:36.35          | 27               |
| María Teresa Recio                                       | 10000 m         | 33:36.44     | 14           |                 |                 |                  |                  | No classificada  | No classificada  |
| Natalia Rodríguez                                        | 1500 m          | 4:22.82      | 12           |                 |                 | No classificada  | No classificada  | No classificada  | No classificada  |
| Beatriz Santiago                                         | 5000 m          | 15:31.94     | 8            |                 |                 |                  |                  | No classificada  | No classificada  |
| María Vasco                                              | 20 km marxa     |              |              |                 |                 |                  |                  | 1:30.23          | 3                |
| Julia Alba Míriam Bravo Norfalia Carabalí Mayte Martínez | Relleus 4x400 m | 3:32.45      | 6            |                 |                 | No classificades | No classificades | No classificades | No classificades |

Concursos
| Esportista           | Esdeveniment           | Qualificació | Qualificació | Final           | Final           |
| Esportista           | Esdeveniment           | Distància    | Posició      | Distància       | Posició         |
| -------------------- | ---------------------- | ------------ | ------------ | --------------- | --------------- |
| Carlota Castrejana   | Triple salt            | 13,76        | 8            | No classificada | No classificada |
| Alice Matejková      | Llançament de disc     | 54,19        | 16           | No classificada | No classificada |
| Marta Mendía         | Salt d'alçada          | 1,89         | 22           | No classificada | No classificada |
| Marta Míguez         | Llançament de javelina | 55,52        | 15           | No classificada | No classificada |
| Concha Montaner      | Salt de llargada       | Sense marca  | Sense marca  | No classificada | No classificada |
| Martina de la Puente | Llançament de pes      | 16,30        | 12           | No classificada | No classificada |
| Mar Sánchez          | Salt amb perxa         | 4,25         | 8            | No classificada | No classificada |

Combinats
| Esportista  | Esdeveniment |          | 100mT | SA   | LP    | 200m  | SL | LJ | 800m | Final    | Posició  |
| ----------- | ------------ | -------- | ----- | ---- | ----- | ----- | -- | -- | ---- | -------- | -------- |
| Imma Clopés | Heptatló     | Resultat | 14.20 | 1,66 | 12,70 | 26.25 | 0  |    |      | Retirada | Retirada |
| Imma Clopés | Heptatló     | Punts    | 950   | 806  | 707   | 775   | SM |    |      | Retirada | Retirada |

## Bàsquet
Vegeu Bàsquet als Jocs Olímpics d'estiu de 2000

### Masculí
Jugadors
| - Alberto Angulo - Roberto Dueñas - Rodrigo de la Fuente - Jorge Garbajosa - Alberto Herreros - Carlos Jiménez | - Raúl López - Ignacio de Miguel - Juan Carlos Navarro - Alfonso Reyes - Nacho Rodríguez - Johnny Rogers |

Entrenador: Lolo Sáinz
Fase de grups
| Equip         | J | G | P | PF  | PC  | Dif  | Punts |
| ------------- | - | - | - | --- | --- | ---- | ----- |
| Canadà        | 5 | 4 | 1 | 433 | 373 | +60  | 9     |
| RF Iugoslàvia | 5 | 4 | 1 | 372 | 338 | +34  | 9     |
| Austràlia     | 5 | 3 | 2 | 408 | 407 | +1   | 8     |
| Rússia        | 5 | 3 | 2 | 367 | 328 | +39  | 8     |
| Espanya       | 5 | 1 | 4 | 349 | 376 | -27  | 6     |
| Angola        | 5 | 0 | 5 | 303 | 410 | -107 | 5     |

Resultats
| Ronda             | Data  | Hora  | Partit     | Partit  | Partit          |
| ----------------- | ----- | ----- | ---------- | ------- | --------------- |
| Fase de grups − 1 | 17/09 | 19:30 | Espanya    | 64 − 45 | Angola          |
| Fase de grups − 2 | 19/09 | 14:40 | Rússia     | 71 − 63 | Espanya         |
| Fase de grups − 3 | 21/09 | 11:30 | Canadà     | 91 − 77 | Espanya         |
| Fase de grups − 4 | 23/09 | 11:30 | Iugoslàvia | 78 − 65 | Espanya         |
| Fase de grups − 5 | 25/09 | 21:30 | Austràlia  | 91 − 80 | Espanya         |
| 9è/10è lloc       | 26/09 | 16:30 | Espanya    | 84 − 64 | R.P. de la Xina |

## Boxa
Vegeu Boxa als Jocs Olímpics d'estiu de 2000
| Esportista    | Esdeveniment  | Setzens de final | Vuitens de final       | Quarts de final         | Semifinals             | Final                   | Final |
| ------------- | ------------- | ---------------- | ---------------------- | ----------------------- | ---------------------- | ----------------------- | ----- |
| Rafael Lozano | Pes minimosca | –                | D. Lerio (PHL) V 25−17 | S. Bilali (KEN) V 11−10 | U-C. Kim (PRK) V 15−10 | B. Asloum (FRA) D 10−23 | 2     |

## Ciclisme
Vegeu Ciclisme als Jocs Olímpics d'estiu de 2000

### Ciclisme de muntanya
| Esportista           | Esdeveniment          | Temps    | Posició |
| -------------------- | --------------------- | -------- | ------- |
| Margalida Fullana    | Camp a través femení  | 01:49:59 | 3       |
| Silvia Rovira        | Camp a través femení  | 01:58:59 | 14      |
| José Antonio Hermida | Camp a través masculí | 02:11:42 | 4       |
| Roberto Lezaun       | Camp a través masculí | 02:15:56 | 15      |

### Ciclisme en pista
Velocitat
| Esportista                                                   | Esdeveniment                   | Qualificació               | Qualificació | Ronda 1                            | Respesca 1                         | Ronda 2                            | Respesca 2                         | Quarts de final                    | Semifinals                         | Final                                                                  | Final   |
| Esportista                                                   | Esdeveniment                   | Temps (s) Velocitat (km/h) | Posició      | Oponent Temps (s) Velocitat (km/h) | Oponent Temps (s) Velocitat (km/h) | Oponent Temps (s) Velocitat (km/h) | Oponent Temps (s) Velocitat (km/h) | Oponent Temps (s) Velocitat (km/h) | Oponent Temps (s) Velocitat (km/h) | Oponents Temps (s) Velocitat (km/h)                                    | Posició |
| ------------------------------------------------------------ | ------------------------------ | -------------------------- | ------------ | ---------------------------------- | ---------------------------------- | ---------------------------------- | ---------------------------------- | ---------------------------------- | ---------------------------------- | ---------------------------------------------------------------------- | ------- |
| José Antonio Villanueva                                      | Velocitat individual masculina | 10.556 68,208              | 12           | C. McLean (GBR) V REL              |                                    | P. Buran (CZE) V 11.382 63,236     |                                    | F. Rousseau (FRA) D                | No classificat                     | Final pel 5è lloc J. van Eijden (DEU) S. Eadie (AUS) C. McLean (GBR) D | 6       |
| José Antonio Escuredo Salvador Melià José Antonio Villanueva | Velocitat equips masculina     | 45.799 58,953              | 9            | No es classificaren                | No es classificaren                | No es classificaren                | No es classificaren                | No es classificaren                | No es classificaren                | No es classificaren                                                    | 9       |

Persecució
| Esportista                                                       | Esdeveniment                    | Qualificació | Qualificació | Semifinals          | Semifinals          | Final               | Final               |
| Esportista                                                       | Esdeveniment                    | Temps        | Posició      | Resultat            | Posició             | Resultat            | Posició             |
| ---------------------------------------------------------------- | ------------------------------- | ------------ | ------------ | ------------------- | ------------------- | ------------------- | ------------------- |
| Antoni Tauler                                                    | Persecució individual masculina | 4:34.415     | 16           | No es classificà    | No es classificà    | No es classificà    | No es classificà    |
| Miquel Alzamora Isaac Gàlvez José Francisco Jarque Antoni Tauler | Persecució equips masculina     | 4:15.547     | 12           | No es classificaren | No es classificaren | No es classificaren | No es classificaren |

Contrarellotge
| Esportista    | Esdeveniment | Temps    | Posició |
| ------------- | ------------ | -------- | ------- |
| David Cabrero | 1 km masculí | 1:07.710 | 15      |

Omnium
| Esportista                 | Esdeveniment        | Punts | Voltes | Posició |
| -------------------------- | ------------------- | ----- | ------ | ------- |
| Joan Llaneras              | Puntuació masculina | 14    | 2      | 1       |
| Dori Ruano                 | Puntuació femenina  | 10    | 0      | 7       |
| Isaac Gàlvez Joan Llaneras | Madison masculí     | 3     | 0      | 13      |

Keirin
| Esportista    | Esdeveniment   | Ronda 1 | Respesca | Ronda 2 | Final            |
| ------------- | -------------- | ------- | -------- | ------- | ---------------- |
| David Cabrero | Keirin masculí | 3       | 1 Q      | 4       | No es classificà |

### Ciclisme en ruta

#### Masculí
| Esportista            | Esdeveniment   | Temps    | Posició  |
| --------------------- | -------------- | -------- | -------- |
| Juan Carlos Domínguez | Ruta           | No acabà | No acabà |
| Óscar Freire          | Ruta           | 5:30:46  | 17       |
| Santos González       | Ruta           | No acabà | No acabà |
| Santos González       | Contrarellotge | 59:03    | 8        |
| Miguel Ángel Martín   | Ruta           | No acabà | No acabà |
| Abraham Olano         | Ruta           | 5:30:46  | 60       |
| Abraham Olano         | Contrarellotge | 58:31    | 4        |

#### Femení
| Esportista      | Esdeveniment   | Temps   | Posició |
| --------------- | -------------- | ------- | ------- |
| Fátima Blázquez | Ruta           | 3:10:33 | 34      |
| María Cagigas   | Ruta           | 3:28:29 | 48      |
| Dori Ruano      | Contrarellotge | 44:37   | 18      |
| Joane Somarriba | Ruta           | 3:06:31 | 14      |
| Joane Somarriba | Contrarellotge | 43:06   | 5       |

## Esgrima
Vegeu Esgrima als Jocs Olímpics d'estiu de 2000
| Esportista                                | Categoria                | 1a ronda | 2a ronda                  | Vuitens de final                                        | Quarts de final     | Semifinals          | Final               | Final |
| ----------------------------------------- | ------------------------ | -------- | ------------------------- | ------------------------------------------------------- | ------------------- | ------------------- | ------------------- | ----- |
| Alberto Falcón                            | Sabre individual masculí |          | J. Pillet (FRA) D 12−15   | No es classificà                                        | No es classificà    | No es classificà    | No es classificà    |       |
| Fernando Medina                           | Sabre individual masculí |          | M. Gourdain (FRA) D 14−15 | No es classificà                                        | No es classificà    | No es classificà    | No es classificà    |       |
| Jorge Pina                                | Sabre individual masculí |          | D. Bauer (DEU) D 14−15    | No es classificà                                        | No es classificà    | No es classificà    | No es classificà    |       |
| Antonio García Fernando Medina Jorge Pina | Sabre per equips masculí |          |                           | Polònia · R. Sznajder · N. Jaskot · M. Sobala · D 33−45 | No es classificaren | No es classificaren | No es classificaren |       |

## Futbol
Vegeu Futbol als Jocs Olímpics d'estiu de 2000

### Masculí
Jugadors
| - David Albelda - Iván Amaya - Miguel Ángel Angulo - Daniel Aranzubía - Joan Capdevila - Jordi Ferrón - Gabri Garcia | - Xavi Hernández - Jesús María Lacruz - Albert Luque - Carlos Marchena - Felip Ortiz - Carles Puyol |  | - Jose Mari Romero - Ismael Ruiz - Raúl Tamudo - Toni Velamazán - Unai Vergara - Rodrigo |  |

Entrenador: Iñaki Sáez
Fase de grups
| Equip         | J | G | E | P | PF | PC | Dif | Punts |
| ------------- | - | - | - | - | -- | -- | --- | ----- |
| Xile          | 3 | 2 | 0 | 1 | 7  | 3  | +4  | 6     |
| Espanya       | 3 | 2 | 0 | 1 | 6  | 3  | +3  | 6     |
| Corea del Sud | 3 | 2 | 0 | 1 | 2  | 3  | −3  | 6     |
| Marroc        | 3 | 0 | 0 | 3 | 1  | 7  | −6  | 0     |

Resultats
| Ronda             | Data  | Hora  | Partit        | Partit        | Partit       |
| ----------------- | ----- | ----- | ------------- | ------------- | ------------ |
| Fase de grups − 1 | 14/09 | 18:30 | Corea del Sud | 0 − 3         | Espanya      |
| Fase de grups − 2 | 17/09 | 20:00 | Espanya       | 1 − 3         | Xile         |
| Fase de grups − 3 | 20/09 | 20:00 | Espanya       | 2 − 0         | Marroc       |
| Quarts de final   | 23/09 | 20:00 | Itàlia        | 0 − 1         | Espanya      |
| Semifinals        | 26/09 | 20:00 | Espanya       | 3 − 1         | Estats Units |
| Final             | 30/09 | 12:00 | Camerun       | 2 − 2 (5 − 3) | Espanya      |

## Gimnàstica
Veure Gimnàstica als Jocs Olímpics d'estiu de 2000

### Gimnàstica artística

#### Masculí
Equips
| Esportista            | Esdeveniment | Qualificació | Qualificació | Qualificació | Qualificació | Qualificació | Qualificació | Qualificació | Qualificació | Final               | Final               | Final               | Final               | Final               | Final               | Final               | Final               |
| Esportista            | Esdeveniment | Aparells     | Aparells     | Aparells     | Aparells     | Aparells     | Aparells     | Total        | Posició      | Aparells            | Aparells            | Aparells            | Aparells            | Aparells            | Aparells            | Total               | Posició             |
| Esportista            | Esdeveniment | T            | CA           | A            | SC           | BP           | BF           | Total        | Posició      | T                   | CA                  | A                   | SC                  | BP                  | BF                  | Total               | Posició             |
| --------------------- | ------------ | ------------ | ------------ | ------------ | ------------ | ------------ | ------------ | ------------ | ------------ | ------------------- | ------------------- | ------------------- | ------------------- | ------------------- | ------------------- | ------------------- | ------------------- |
| Alejandro Barrenechea | Equips       | 9,225        | 8,912        | 9,562        | 9,212        | 8,750        | 9,250        | 54,911 Q     | 39           | No es classificaren | No es classificaren | No es classificaren | No es classificaren | No es classificaren | No es classificaren | No es classificaren | No es classificaren |
| Víctor Cano           | Equips       | 8,725        | 9,737        | 9,337        | 9,037        | 9,412        | 9,500        | 55,748 Q     | 34           | No es classificaren | No es classificaren | No es classificaren | No es classificaren | No es classificaren | No es classificaren | No es classificaren | No es classificaren |
| Saul Cofino           | Equips       | 9,462        | 9,637        | 9,175        | 9,275        | 7,600        | 9,137        | 54,286       | 43           | No es classificaren | No es classificaren | No es classificaren | No es classificaren | No es classificaren | No es classificaren | No es classificaren | No es classificaren |
| Omar Cortés           | Equips       | 8,237        | 9,125        | 9,537        | 9,350        | 9,300        | 9,512        | 55,061 Q     | 37           | No es classificaren | No es classificaren | No es classificaren | No es classificaren | No es classificaren | No es classificaren | No es classificaren | No es classificaren |
| Gervasi Deferr        | Equips       | 9,375        |              |              | 9,712 Q      |              |              | 19,087       | 90           | No es classificaren | No es classificaren | No es classificaren | No es classificaren | No es classificaren | No es classificaren | No es classificaren | No es classificaren |
| Andreu Vivo           | Equips       |              | 9,662        | 9,550        |              | 9,600        | 8,850        | 37,612       | 71           | No es classificaren | No es classificaren | No es classificaren | No es classificaren | No es classificaren | No es classificaren | No es classificaren | No es classificaren |
| Total                 | Equips       | 36,787       | 38,161       | 37,936       | 37,549       | 37,062       | 37,399       | 224,894      | 11           | No es classificaren | No es classificaren | No es classificaren | No es classificaren | No es classificaren | No es classificaren | No es classificaren | No es classificaren |

Individual
| Esportista            | Esdeveniment      | Aparells | Aparells | Aparells | Aparells | Aparells | Aparells | Total  | Posició |
| Esportista            | Esdeveniment      | T        | CA       | A        | SC       | BP       | BF       | Total  | Posició |
| --------------------- | ----------------- | -------- | -------- | -------- | -------- | -------- | -------- | ------ | ------- |
| Alejandro Barrenechea | Concurs complet   | 8,162    | 8,612    | 9,575    | 9,237    | 9,587    | 9,237    | 54,410 | 34      |
| Víctor Cano           | Concurs complet   | 9,087    | 9,650    | 9,462    | 8,825    | 8,875    | 9,662    | 55,561 | 31      |
| Omar Cortés           | Concurs complet   | 8,112    | 9,675    | 9,550    | 9,325    | 9,537    | 9,650    | 55,849 | 26      |
| Gervasi Deferr        | Salt sobre cavall |          |          |          | 9,712    |          |          | 9,712  | 1       |

#### Femení
Equips
| Esportista     | Esdeveniment | Qualificació | Qualificació | Qualificació | Qualificació | Qualificació | Qualificació | Final    | Final    | Final    | Final    | Final   | Final   |
| Esportista     | Esdeveniment | Aparells     | Aparells     | Aparells     | Aparells     | Total        | Posició      | Aparells | Aparells | Aparells | Aparells | Total   | Posició |
| Esportista     | Esdeveniment | T            | SC           | BA           | BE           | Total        | Posició      | T        | SC       | BA       | BE       | Total   | Posició |
| -------------- | ------------ | ------------ | ------------ | ------------ | ------------ | ------------ | ------------ | -------- | -------- | -------- | -------- | ------- | ------- |
| Marta Cusido   | Equips       |              | 9,100        | 9,050        | 8,962        | 27,112       | 76           |          | 9,175    | 9,437    | 8,625    | 27,237  | 4       |
| Susana García  | Equips       | 9,275        |              | 9,700        | 9,000        | 27,975       | 71           | 9,425    |          | 9,687    | 9,187    | 28,299  | 4       |
| Laura Martínez | Equips       | 9,612        | 9,649 Q      | 9,650        | 9,250        | 38,161       | 12 Q         | 8,950    | 9,406    | 9,637    | 9,562    | 37,555  | 4       |
| Paloma Moro    | Equips       | 8,625        | 9,437        |              |              | 18,062       | 90           | 9,525    | 9,331    |          |          | 18,856  | 4       |
| Sara Moro      | Equips       | 9,275        | 9,243        | 9,625        | 9,562        | 37,705       | 19 Q         | 9,387    | 9,350    | 9,562    | 9,487    | 37,786  | 4       |
| Esther Moya    | Equips       | 9,700 Q      | 9,768 Q      | 9,637        | 9,175        | 38,280       | 8 Q          | 9,662    | 9,643    | 9,637    | 9,625    | 38,567  | 4       |
| Total          | Equips       | 37,862       | 38,097       | 38,612       | 36,987       | 151,558      | 5 Q          | 37,999   | 37,730   | 38,523   | 37,861   | 152,113 | 4       |

Individual
| Esportista     | Esdeveniment      | Aparells | Aparells    | Aparells | Aparells | Total  | Posició |
| Esportista     | Esdeveniment      | T        | SC          | BA       | BE       | Total  | Posició |
| -------------- | ----------------- | -------- | ----------- | -------- | -------- | ------ | ------- |
| Laura Martínez | Concurs complet   | 9,637    | 9,518       | 9,612    | 9,062    | 37,829 | 12      |
| Laura Martínez | Salt sobre cavall |          | 9,662 9,562 |          |          | 9,612  | 5       |
| Sara Moro      | Concurs complet   | 9,650    | 9,318       | 9,637    | 8,725    | 37,330 | 21      |
| Esther Moya    | Concurs complet   | 9,712    | 9,631       | 9,550    | 9,187    | 38,080 | 9       |
| Esther Moya    | Salt sobre cavall |          | 9,762 9,475 |          |          | 9,618  | 4       |
| Esther Moya    | Terra             | 9,700    |             |          |          | 9,700  | 4       |

### Gimnàstica rítmica
Individual
| Esportista   | Esdeveniment    | Qualificació | Qualificació | Qualificació | Qualificació | Qualificació | Qualificació | Final    | Final    | Final    | Final    | Final  | Final   |
| Esportista   | Esdeveniment    | Aparells     | Aparells     | Aparells     | Aparells     | Total        | Posició      | Aparells | Aparells | Aparells | Aparells | Total  | Posició |
| Esportista   | Esdeveniment    | CO           | CE           | P            | CI           | Total        | Posició      | CO       | CE       | P        | CI       | Total  | Posició |
| ------------ | --------------- | ------------ | ------------ | ------------ | ------------ | ------------ | ------------ | -------- | -------- | -------- | -------- | ------ | ------- |
| Almudena Cid | Concurs complet | 9,691        | 9,708        | 9,733        | 9,716        | 38,848       | 9 Q          | 9,750    | 9,725    | 9,691    | 9,741    | 38,907 | 9       |

## Halterofília
Vegeu Halterofília als Jocs Olímpics d'estiu de 2000
| Esportista    | Esdeveniment    | Arrencada | Arrencada | Arrencada | Dos temps | Dos temps | Dos temps | Total | Posició |
| Esportista    | Esdeveniment    | 1         | 2         | 3         | 1         | 2         | 3         | Total | Posició |
| ------------- | --------------- | --------- | --------- | --------- | --------- | --------- | --------- | ----- | ------- |
| Mónica Carrio | −75 kg femení   | 92,5      | 95        | 95        | 110       | 110       | 115       | 205   | 9       |
| Josefa Pérez  | −63 kg femení   | 80        | 82,5      | 85        | 95        | 100       | 102,5     | 185,5 | 7       |
| Jon Tecedor   | +105 kg masculí | 170       | 175       | 180       | 210       | 215       | 220       | 395   | 13      |

## Handbol
Vegeu Handbol als Jocs Olímpics d'estiu de 2000

### Masculí
Jugadors
| - David Barrufet - Talant Duyshebaev - Mateo Garralda - Rafael Guijosa - Demetrio Lozano - Enric Masip - Jordi Núñez - Xavier O'Callaghan | - Jesús Olalla - Antonio Carlos Ortega - Juan Pérez - Antonio Ugalde - Iñaki Urdangarín - Alberto Urdiales - Andrí Xepkin |

Entrenador: Juan de Dios Román
Fase de grups
| Equip     | J | G | E | P | PF  | PC  | Dif | Punts |
| --------- | - | - | - | - | --- | --- | --- | ----- |
| Suècia    | 5 | 5 | 0 | 0 | 155 | 121 | +34 | 10    |
| França    | 5 | 3 | 1 | 1 | 120 | 104 | +16 | 7     |
| Espanya   | 5 | 3 | 0 | 2 | 144 | 126 | +18 | 6     |
| Eslovènia | 5 | 2 | 1 | 2 | 137 | 127 | +10 | 5     |
| Tunísia   | 5 | 1 | 0 | 4 | 111 | 117 | −6  | 2     |
| Austràlia | 5 | 0 | 0 | 5 | 106 | 178 | −72 | 0     |

Resultats
| Ronda               | Data  | Hora  | Partit     | Partit  | Partit    |
| ------------------- | ----- | ----- | ---------- | ------- | --------- |
| Fase de grups − 1   | 16/09 | XX:XX | Espanya    | 24 − 22 | Tunísia   |
| Fase de grups − 2   | 18/09 | XX:XX | Austràlia  | 23 − 39 | Espanya   |
| Fase de grups − 3   | 20/09 | XX:XX | Espanya    | 23 − 25 | França    |
| Fase de grups − 4   | 22/09 | XX:XX | Espanya    | 31 − 28 | Eslovènia |
| Fase de grups − 5   | 24/09 | XX:XX | Suècia     | 28 − 27 | Espanya   |
| Quarts de final     | 26/09 | XX:XX | Alemanya   | 26 − 27 | Espanya   |
| Semifinals          | 28/09 | XX:XX | Espanya    | 25 − 31 | Suècia    |
| Final de consolació | 29/09 | XX:XX | Iugoslàvia | 22 − 26 | Espanya   |

## Hípica
Vegeu Hípica als Jocs Olímpics d'estiu de 2000
Doma clàssica
| Esportista                                                       | Cavall                            | Esdeveniment | Gran Premi | Gran Premi | Gran Premi Especial | Gran Premi Especial | Gran Premi Estil Lliure | Gran Premi Estil Lliure | Global           | Global           |
| Esportista                                                       | Cavall                            | Esdeveniment | Resultat   | Posició    | Resultat            | Posició             | Resultat                | Posició                 | Resultat         | Posició          |
| ---------------------------------------------------------------- | --------------------------------- | ------------ | ---------- | ---------- | ------------------- | ------------------- | ----------------------- | ----------------------- | ---------------- | ---------------- |
| Beatriu Ferrer-Salat                                             | Beauvalais                        | Individual   | 68,40      | 13 Q       | 71,20               | 12 Q                | 71,42                   | 9                       | 210,33           | 10               |
| Juan Antonio Jiménez                                             | Guizo                             | Individual   | 65,52      | 24 Q       | 68,93               | 19                  | No es classificà        | No es classificà        | No es classificà | No es classificà |
| Luís Lucio                                                       | Aljarafe                          | Individual   | 62,12      | 43         | No es classificà    | No es classificà    | No es classificà        | No es classificà        | No es classificà | No es classificà |
| Rafael Soto                                                      | Invasor                           | Individual   | 66,52      | 20 Q       | 70,37               | 14 Q                | 71.32                   | 11                      | 208,21           | 12               |
| Beatriu Ferrer-Salat Juan Antonio Jiménez Luís Lucio Rafael Soto | Beauvalais Guizo Aljarafe Invasor | Equips       |            |            |                     |                     |                         |                         | 5.011            | 5                |

Concurs complet
| Esportista                                  | Cavall                               | Esdeveniment | Doma clàssica | Doma clàssica | Camp a través | Camp a través | Salts d'obstacles | Salts d'obstacles | Total            | Total            |
| Esportista                                  | Cavall                               | Esdeveniment | Penalització  | Posició       | Penalització  | Posició       | Penalització      | Posició           | Penalització     | Posició          |
| ------------------------------------------- | ------------------------------------ | ------------ | ------------- | ------------- | ------------- | ------------- | ----------------- | ----------------- | ---------------- | ---------------- |
| Enrique Sarasola                            | Cool Boy                             | Individual   | 50,0          | 17            | 1,6           | 13            | EL                | −                 | No es classificà | No es classificà |
| Enrique Sarasola Ramon Beca Jaime Matossian | Super Djarvis Perseus II New Venture | Equips       | 199,6         | 11            | 1098,6        | 11            | 43,0              | 7                 | 1341,2           | 7                |

Salts d'obstacles
| Esportista                                                      | Cavall                     | Esdeveniment | Ronda classificació 1 | Ronda classificació 1 | Ronda classificació 2 | Ronda classificació 2 | Ronda classificació 3 | Ronda classificació 3 | Final            | Final            | Final               | Final               | Final               | Final               |
| Esportista                                                      | Cavall                     | Esdeveniment | Ronda classificació 1 | Ronda classificació 1 | Ronda classificació 2 | Ronda classificació 2 | Ronda classificació 3 | Ronda classificació 3 | Ronda A          | Ronda A          | Ronda B             | Ronda B             | Total               | Total               |
| Esportista                                                      | Cavall                     | Esdeveniment | Penal.                | Posició               | Penal.                | Posició               | Penal.                | Posició               | Penal.           | Posició          | Penal.              | Posició             | Penal.              | Posició             |
| --------------------------------------------------------------- | -------------------------- | ------------ | --------------------- | --------------------- | --------------------- | --------------------- | --------------------- | --------------------- | ---------------- | ---------------- | ------------------- | ------------------- | ------------------- | ------------------- |
| Luis Astolfi                                                    | Filias                     | Individual   | 24.25                 | 64                    | 26,75                 | 70                    | 18,75                 | 64                    | No es classificà | No es classificà | No es classificà    | No es classificà    | No es classificà    | No es classificà    |
| Ricardo Jurado                                                  | Gismo                      | Individual   | 22,50                 | 61                    | 8                     | 55                    | 20,00                 | 56                    | No es classificà | No es classificà | No es classificà    | No es classificà    | No es classificà    | No es classificà    |
| Fernando Sarasola                                               | Ennio                      | Individual   | 16,50                 | 52                    | 20,00                 | 63                    | −                     | 72                    | No es classificà | No es classificà | No es classificà    | No es classificà    | No es classificà    | No es classificà    |
| Rutherford Latham                                               | Bretzel                    | Individual   | 5,50                  | 16                    | 14,00                 | 35                    | 12,75                 | 43 Q                  | −                |                  | No es classificà    | No es classificà    | No es classificà    | No es classificà    |
| Luis Astolfi Ricardo Jurado Fernando Sarasola Rutherford Latham | Filias Gismo Ennio Bretzel | Equips       |                       |                       |                       |                       |                       |                       | 42,00            | 14               | No es classificaren | No es classificaren | No es classificaren | No es classificaren |

## Hoquei sobre herba
Vegeu Hoquei sobre herba als Jocs Olímpics d'estiu de 2000

### Masculí
Jugadors
| - Jaume Amat - Pol Amat - Xavier Arnau - Jordi Casas - Jan Dinarés - Juan Escarré - Quico Fàbregas - Rodrigo Garza | - Bernardino Herrera - Ramon Jufresa - Quim Malgosa - Xavier Ribas - Josep Sánchez - Ramon Sala - Eduard Tubau - Pablo Usoz |

Entrenador: Antoni Forrellat
Fase de grups
| Equip         | J | G | E | P | GF | GC | Dif | Punts |
| ------------- | - | - | - | - | -- | -- | --- | ----- |
| Austràlia     | 5 | 3 | 2 | 0 | 12 | 6  | +6  | 11    |
| Corea del Sud | 5 | 2 | 2 | 1 | 9  | 7  | +2  | 8     |
| Índia         | 5 | 2 | 1 | 2 | 9  | 9  | +7  | 8     |
| Argentina     | 5 | 1 | 2 | 2 | 13 | 13 | +0  | 5     |
| Polònia       | 5 | 1 | 2 | 2 | 12 | 14 | -2  | 5     |
| Espanya       | 5 | 0 | 2 | 3 | 7  | 15 | -8  | 2     |

Resultats
| Ronda             | Data  | Hora  | Partit   | Partit | Partit        |
| ----------------- | ----- | ----- | -------- | ------ | ------------- |
| Fase de grups − 1 | 16/09 | 15:30 | Espanya  | 1 − 1  | Corea del Sud |
| Fase de grups − 2 | 19/09 | 10:30 | Espanya  | 1 − 4  | Polònia       |
| Fase de grups − 3 | 21/09 | 13:30 | Espanya  | 2 − 2  | Austràlia     |
| Fase de grups − 4 | 23/09 | 15:30 | Espanya  | 2 − 3  | Índia         |
| Fase de grups − 5 | 25/09 | 08:30 | Espanya  | 1 − 5  | Argentina     |
| Novè/Dotzè        | 27/09 | 20:30 | Malàisia | 0 − 1  | Espanya       |
| Novè/Desè         | 30/09 | 14:00 | Espanya  | 3 − 0  | Canadà        |

### Femení
Jugadores
| - María del Carmen Barea - Sonia Barrio - Núria Camón - Elena Carrión - María del Mar Feito - Erdoitza Goikoetxea - Amanda González - Sònia de Ignacio-Simó | - Begoña Larzábal - Lucía López - María del Carmen Martín - Núria Moreno - Sílvia Muñoz - Cibeles Romero - Maider Tellería - Elena Urkizu |  |

Entrenador: Marc Lammers
Primera fase
| Equip         | J | G | E | P | GF | GC | Dif | Punts |
| ------------- | - | - | - | - | -- | -- | --- | ----- |
| Austràlia     | 4 | 3 | 1 | 0 | 9  | 3  | +6  | 10    |
| Argentina     | 4 | 2 | 0 | 2 | 5  | 6  | -1  | 6     |
| Espanya       | 4 | 1 | 2 | 1 | 2  | 3  | -1  | 5     |
| Regne Unit    | 4 | 0 | 2 | 2 | 5  | 5  | 0   | 4     |
| Corea del Sud | 4 | 0 | 2 | 2 | 4  | 8  | -4  | 2     |

Segona fase
| Equip           | J | G | E | P | GF | GC | Dif | Punts |
| --------------- | - | - | - | - | -- | -- | --- | ----- |
| Austràlia       | 5 | 4 | 1 | 0 | 17 | 3  | +14 | 13    |
| Argentina       | 5 | 3 | 0 | 2 | 13 | 7  | +6  | 9     |
| Països Baixos   | 5 | 2 | 0 | 3 | 8  | 14 | -6  | 6     |
| Espanya         | 5 | 1 | 3 | 1 | 5  | 5  | +0  | 6     |
| R.P. de la Xina | 5 | 1 | 1 | 3 | 4  | 10 | -6  | 4     |
| Nova Zelanda    | 5 | 1 | 1 | 3 | 8  | 16 | -8  | 4     |

Resultats
| Ronda               | Data  | Hora  | Partit        | Partit | Partit          |
| ------------------- | ----- | ----- | ------------- | ------ | --------------- |
| Primera fase − 1    | 17/09 | 18:30 | Corea del Sud | 0 − 0  | Espanya         |
| Primera fase − 2    | 19/09 | 15:30 | Austràlia     | 1 − 1  | Espanya         |
| Primera fase − 3    | 21/09 | 20:30 | Argentina     | 0 − 1  | Espanya         |
| Primera fase − 4    | 22/09 | 20:30 | Regne Unit    | 2 − 0  | Espanya         |
| Segona fase − 1     | 24/09 | 11:00 | Espanya       | 0 − 0  | R.P. de la Xina |
| Segona fase − 2     | 25/09 | 20:30 | Espanya       | 2 − 2  | Nova Zelanda    |
| Segona fase − 3     | 27/09 | 11:00 | Espanya       | 1 − 2  | Països Baixos   |
| Final de consolació | 29/09 | 17:30 | Països Baixos | 2 − 0  | Espanya         |

## Judo
Vegeu Judo als Jocs Olímpics d'estiu de 2000

### Masculí
| Esportista        | Categoria | 1/32 de final                         | Setzens de final               | Vuitens de final                    | Quarts de final                  | Semifinals                        | Final / FC       | Final / FC       |                  |
| ----------------- | --------- | ------------------------------------- | ------------------------------ | ----------------------------------- | -------------------------------- | --------------------------------- | ---------------- | ---------------- | ---------------- |
| Ricardo Echarte   | −81 kg    | D. García (ARG) D 0001−0002           | No es classificà               | No es classificà                    | No es classificà                 | No es classificà                  | No es classificà | No es classificà |                  |
| Fernando González | −90 kg    | C-F. Lee (RXN) V 0201−0000            | C. Honorato (BRA) D 0010−0100  | K. Bayu (INA) V 1001−0100 R         | H. Yoshida (JPN) V R             | R. Mashurenko (UKR) D 0000−1000 R | No es classificà | No es classificà |                  |
| Óscar Peñas       | −60 kg    | J. Buchanan (UK) V 0110−0010          | B. Donbay (KAZ) D 0010−0110    | No es classificà                    | No es classificà                 | No es classificà                  | No es classificà | No es classificà | No es classificà |
| Ernesto Pérez     | +100 kg   | A. Baly (EGY) V 1010−0030             | I. Pertelson (EST) D 0001−0200 | S. Nguema Ndong (GAB) V 1000−0000 R | D. Hernandes (BRA) V 1000−0001 R | S. Tataroğlu (TUR) D 1020−0000 R  | No es classificà | No es classificà |                  |
| Kiyoshi Uematsu   | −66 kg    | K. Ngampoula-Mbembo (CGO) V 1000−0000 | A. Ottiano (EUA) V 0020−0000   | L. Benboudaoud (FRA) D 0000−1010    | J-h. Han (KOR) D 0001−0010 R     | No es classificà                  | No es classificà | No es classificà |                  |

### Femení
| Esportista        | Categoria | Setzens de final                | Vuitens de final                    | Quarts de final                | Semifinals                            | Final / FC                    | Final / FC       |
| ----------------- | --------- | ------------------------------- | ----------------------------------- | ------------------------------ | ------------------------------------- | ----------------------------- | ---------------- |
| Sara Álvarez      | −63 kg    |                                 | V. Ishii (BRA) D 0010−1001          | No es classificà               | No es classificà                      | No es classificà              | No es classificà |
| Vanesa Arenas     | −48 kg    |                                 | A. Angeles Lozada (MEX) V 0021−0020 | H-H. Cha (PRK) D 0001−0010     | S. Nichollo-Rosso (FRA) D 0000−1001 R | No es classificà              | No es classificà |
| Isabel Fernández  | −57 kg    | K. Erdenet-Od (MGL) V 1011−0000 | E. Wilson (EUA) V 0013−0001         | K. Kusakabe (JPN) V 0001−0001  | M. Pekli (AUS) V 0000−0000            | D. González (CUB) V 0100−0010 | 1                |
| Miren León        | −52 kg    | D. Allan (UK) V                 | L. Verdecia (CUB) D 0001−1011       | C. Mariani (ARG) V 1001−0002 R | D. Gravenstijn (NED) D 0000−1000 R    | No es classificà              | No es classificà |
| Beatriz Martín    | +78 kg    | B. Oliver (BEL) D 0000−1000     | No es classificà                    | No es classificà               | No es classificà                      | No es classificà              | No es classificà |
| Ursula Martín     | −70 kg    | A. Pažoutová (CZE) V 0120−0000  | U. Werbrouck (BEL) V 0001−0000      | M. Ueno (JPN) V 1001−0010      | K. Howey (UK) D 0000−1001             | Y. Scapin (ITA) D 0000−1000   | 4                |
| Esther San Miguel | −78 kg    | Y-L. Hsu (TPE) V 1001−0010      | C. Lebrun (FRA) D 0000−1000         | S-y. Lee (KOR) D 0000−1000 R   | No es classificà                      | No es classificà              | No es classificà |

## Natació
Vegeu Natació als Jocs Olímpics d'estiu de 2000

### Masculí
| Esportista                                                        | Esdeveniment            | Eliminatòries | Eliminatòries | Semifinals       | Semifinals       | Final               | Final               |
| Esportista                                                        | Esdeveniment            | Resultat      | Posició       | Resultat         | Posició          | Resultat            | Posició             |
| ----------------------------------------------------------------- | ----------------------- | ------------- | ------------- | ---------------- | ---------------- | ------------------- | ------------------- |
| Javier Botello                                                    | 100 m lliures           | 50.87         | 28            | No es classificà | No es classificà | No es classificà    | No es classificà    |
| Jordi Carrasco                                                    | 200 m estils            | 2:02.89       | 13 Q          | 2:02.90          | 6                | No es classificà    | No es classificà    |
| Teo Edo                                                           | 1500 m lliures          | 15:32.01      | 24            |                  |                  | No es classificà    | No es classificà    |
| Frederik Hviid                                                    | 1500 m lliures          | 15:14.37      | 12            |                  |                  | No es classificà    | No es classificà    |
| Frederik Hviid                                                    | 400 m estils            | 4:21.63       | 15            |                  |                  | No es classificà    | No es classificà    |
| Eduardo Lorente                                                   | 50 m lliures            | 22.96         | 23            | No es classificà | No es classificà | No es classificà    | No es classificà    |
| Guillermo Mediano                                                 | 200 m esquena           | 2:03.45       | 29            | No es classificà | No es classificà | No es classificà    | No es classificà    |
| David Ortega                                                      | 100 m esquena           | 55.80         | 12 Q          | 56.33            | 7                | No es classificà    | No es classificà    |
| Jorge Pérez                                                       | 200 m papallona         | 2:00.15       | 23            | No es classificà | No es classificà | No es classificà    | No es classificà    |
| Jorge Luis Ulibarri Eduardo Lorente Juan Benavides Javier Botello | Relleus 4x100 m lliures | 3:22.76       | 15            |                  |                  | No es classificaren | No es classificaren |
| David Ortega Santiago Castellanos Daniel Morales Javier Botello   | Relleus 4x100 m estils  | 3:42.76       | 15            |                  |                  | No es classificaren | No es classificaren |

### Femení
| Esportista                                                   | Esdeveniment            | Eliminatòries | Eliminatòries | Semifinals       | Semifinals       | Final               | Final               |
| Esportista                                                   | Esdeveniment            | Resultat      | Posició       | Resultat         | Posició          | Resultat            | Posició             |
| ------------------------------------------------------------ | ----------------------- | ------------- | ------------- | ---------------- | ---------------- | ------------------- | ------------------- |
| Àngels Bardina                                               | 400 m lliures           | 4:17.55       | 24            |                  |                  | No es classificà    | No es classificà    |
| Lourdes Becerra                                              | 200 m braça             | Renúncia      | Renúncia      | No es classificà | No es classificà | No es classificà    | No es classificà    |
| Lourdes Becerra                                              | 400 m estils            | 4:47.50       | 14            | No es classificà | No es classificà | No es classificà    | No es classificà    |
| Mireia García                                                | 200 m papallona         | 2:10.96       | 10 Q          | 2:10.24          | 5                | No es classificà    | No es classificà    |
| Nina Jivanévskaia                                            | 100 m esquena           | 1:01.97       | 5 Q           | 1:01.41          | 3 Q              | 1:00.89             | 3                   |
| Nina Jivanévskaia                                            | 200 m esquena           | 2:11.60       | 3 Q           | 2:11.93          | 3 Q              | 2:12.75             | 6                   |
| Ivette María                                                 | 200 m esquena           | 2:14.78       | 15 Q          | 2:15.11          | 8                | No es classificà    | No es classificà    |
| Ana Belén Palomo                                             | 50 m lliures            | 25.96         | 16 QE         | No es classificà | No es classificà | No es classificà    | No es classificà    |
| María Peláez                                                 | 100 m papallona         | 1:01.47       | 29            | No es classificà | No es classificà | No es classificà    | No es classificà    |
| María Peláez                                                 | 200 m papallona         | 2:14.66       | 25            | No es classificà | No es classificà | No es classificà    | No es classificà    |
| Laura Roca                                                   | 200 m lliures           | 2:03.37       | 24            | No es classificà | No es classificà | No es classificà    | No es classificà    |
| Àngels Bardina Natalia Cabrerizo Paula Carballido Laura Roca | Relleus 4x200 m lliures | 8:13.82       | 13            |                  |                  | No es classificaren | No es classificaren |
| María Carmen Collado Mireia García Ivette María Laura Roca   | Relleus 4x100 m estils  | 4:14.54       | 15            |                  |                  | No es classificaren | No es classificaren |

## Natació sincronitzada
Vegeu Natació sincronitzada als Jocs Olímpics d'estiu de 2000
| Esportista                  | Esdeveniment | Qualificació   | Qualificació  | Qualificació | Qualificació | Final          | Final         | Final  | Final   |
| Esportista                  | Esdeveniment | Rutina tècnica | Rutina lliure | Total        | Posició      | Rutina tècnica | Rutina lliure | Total  | Posició |
| --------------------------- | ------------ | -------------- | ------------- | ------------ | ------------ | -------------- | ------------- | ------ | ------- |
| Gemma Mengual Paola Tirados | Duet         | 32,900         | 60,926        | 93,826       | 8 Q          | 32.900         | 61.620        | 94,520 | 8       |

## Piragüisme
Vegeu Piragüisme als Jocs Olímpics d'estiu de 2000

### Aigües tranquil·les
Masculí
| Esportista                     | Esdeveniment | Eliminatòries | Eliminatòries | Semifinals | Semifinals | Final            | Final            |
| Esportista                     | Esdeveniment | Temps         | Posició       | Temps      | Posició    | Temps            | Posició          |
| ------------------------------ | ------------ | ------------- | ------------- | ---------- | ---------- | ---------------- | ---------------- |
| José Manuel Crespo             | C-1 500 m    | 1:53.862      | 5 Q           | 1:54.765   | 7          | No es classificà | No es classificà |
| José Manuel Crespo             | C-1 1000 m   | 4:04.628      | 7 Q           | 4:04.042   | 6          | No es classificà | No es classificà |
| Jovino González                | K-1 500 m    | 1:40.761      | 3 Q           | 1:41.168   | 2 Q        | 2:03.889         | 6                |
| Emilio Merchán                 | K-1 1000 m   | 3:36.591      | 2 Q           | 3:40.263   | 3 Q        | 3:39.965         | 9                |
| José Alfredo Bea David Mascató | C-2 500 m    | 1:44.973      | 5 Q           | 1:45.677   | 2 Q        | 1:56.600         | 4                |
| José Alfredo Bea David Mascató | C-2 1000 m   | 3:37.697      | 2 QF          |            |            | 3:54.053         | 9                |

Femení
| Esportista                                                     | Esdeveniment | Eliminatòries | Eliminatòries | Semifinals | Semifinals | Final            | Final            |
| Esportista                                                     | Esdeveniment | Temps         | Posició       | Temps      | Posició    | Temps            | Posició          |
| -------------------------------------------------------------- | ------------ | ------------- | ------------- | ---------- | ---------- | ---------------- | ---------------- |
| Teresa Portela                                                 | K-1 500 m    | 1:59.153      | 7 Q           | 1:58.932   | 7          | No es classificà | No es classificà |
| María Isabel García Belén Sánchez                              | K-2 500 m    | 1:45.527      | 4 Q           | 1:45.144   | 2 Q        | 2:04.208         | 7                |
| Izaskun Aramburu Beatriz Manchón Ana María Penas Belén Sánchez | K-4 500 m    | 1:35.298      | 3 QF          |            |            | 1:38.654         | 8                |

### Eslàlom
| Esportista                 | Esdeveniment | Ronda preliminar | Ronda preliminar | Ronda preliminar | Ronda preliminar | Ronda preliminar | Ronda preliminar | Final            | Final            | Final            | Final            | Final            | Final            |
| Esportista                 | Esdeveniment | Mànega 1         | Punts            | Mànega 2         | Punts            | Total            | Posició          | Mànega 1         | Punts            | Mànega 2         | Punts            | Total            | Posició          |
| -------------------------- | ------------ | ---------------- | ---------------- | ---------------- | ---------------- | ---------------- | ---------------- | ---------------- | ---------------- | ---------------- | ---------------- | ---------------- | ---------------- |
| Esteban Arakama            | K-1 masculí  | 131.33           | 2                | 132.42           | 2                | 267.75           | 18               | No es classificà | No es classificà | No es classificà | No es classificà | No es classificà | No es classificà |
| Carles Juanmartí           | K-1 masculí  | 131.80           | 2                | 134.08           | 8                | 275.88           | 19               | No es classificà | No es classificà | No es classificà | No es classificà | No es classificà | No es classificà |
| Jon Erguin                 | C-1 masculí  | 138.14           | 54               | 170.48           | 0                | 362.62           | 16               | No es classificà | No es classificà | No es classificà | No es classificà | No es classificà | No es classificà |
| Toni Herreros Marc Vicente | C-2 masculí  | 143.93           | 52               | 144.69           | 4                | 344.62           | 10               | No es classificà | No es classificà | No es classificà | No es classificà | No es classificà | No es classificà |
| María Eizmendi             | K-1 femení   | 154.02           | 6                | 149.02           | 2                | 311.17           | 12 Q             | 134.97           | 2                | 135.58           | 4                | 276.55           | 14               |

## Rem
Vegeu Rem als Jocs Olímpics d'estiu de 2000
| Esportista                     | Esdeveniment                | Ronda Preliminar | Ronda Preliminar | Quarts de final | Quarts de final | Semifinals          | Semifinals          | Final   | Final   | Final    |
| Esportista                     | Esdeveniment                | Temps            | Posició          | Temps           | Posició         | Temps               | Posició             | Temps   | Posició | Resultat |
| ------------------------------ | --------------------------- | ---------------- | ---------------- | --------------- | --------------- | ------------------- | ------------------- | ------- | ------- | -------- |
| Mauricio Monteserin Jaime Ríos | Doble Scull masculí         | 6:42.69          | 6                | 6:46.50         | 6 FC            | No es classificaren | No es classificaren | 6:40.17 | 4       | 16       |
| Juan Zunzunegui Rubén Álvarez  | Doble Scull lleuger masculí | 6:34.89          | 2                | 6:39.20         | 1 SA/B          | 6:39.49             | 6 FB                | 6:31.49 | 3       | 9        |

## Salts
Vegeu Salts als Jocs Olímpics d'estiu de 2000

### Masculí
| Esportista      | Esdeveniment    | Ronda Preliminar | Ronda Preliminar | Semifinals       | Semifinals       | Semifinals       | Final            | Final            | Final            |
| Esportista      | Esdeveniment    | Punts            | Posició          | Punts            | Total            | Posició          | Punts            | Total            | Posició          |
| --------------- | --------------- | ---------------- | ---------------- | ---------------- | ---------------- | ---------------- | ---------------- | ---------------- | ---------------- |
| Rafael Álvarez  | Trampolí 3 m    | 377,55           | 16 Q             | 201,06           | 578,61           | 17               | No es classificà | No es classificà | No es classificà |
| José Miguel Gil | Trampolí 3 m    | 318,72           | 33               | No es classificà | No es classificà | No es classificà | No es classificà | No es classificà | No es classificà |
| Rubén Santos    | Plataforma 10 m | 300,90           | 36               | No es classificà | No es classificà | No es classificà | No es classificà | No es classificà | No es classificà |

### Femení
| Esportista   | Esdeveniment    | Ronda Preliminar | Ronda Preliminar | Semifinals       | Semifinals       | Semifinals       | Final            | Final            | Final            |
| Esportista   | Esdeveniment    | Punts            | Posició          | Punts            | Total            | Posició          | Punts            | Total            | Posició          |
| ------------ | --------------- | ---------------- | ---------------- | ---------------- | ---------------- | ---------------- | ---------------- | ---------------- | ---------------- |
| Dolores Sáez | Plataforma 10 m | 283,41           | 15 Q             | 163,11           | 446,52           | 14               | No es classificà | No es classificà | No es classificà |
| Leire Santos | Plataforma 10 m | 247,41           | 27               | No es classificà | No es classificà | No es classificà | No es classificà | No es classificà | No es classificà |

## Taekwondo
Vegeu Taekwondo als Jocs Olímpics d'estiu de 2010
| Esportista      | Esdeveniment   | Vuitens de final            | Quarts de final         | Semifinals             | Repesca          | Final                       | Final            |
| --------------- | -------------- | --------------------------- | ----------------------- | ---------------------- | ---------------- | --------------------------- | ---------------- |
| Elena Benítez   | −67 kg femení  | K. Koskinen (FIN) · D 0−7   | No es classificà        | No es classificà       | No es classificà | No es classificà            | No es classificà |
| Gabriel Esparza | −58 kg masculí | −                           | Y. Sekkat (MAR) · V 3−1 | J. Salim (HUN) · V 5−0 | −                | M. Mouroutsos (GRE) · D 2−4 | 2                |
| Ireane Ruíz     | +67 kg femení  | S. Mayan (CUB) · V 3−0      | N. Vezmar (CRO) · D 4−7 | No es classificà       | No es classificà | No es classificà            | No es classificà |
| Francisco Zas   | −68 kg masculí | C. Massimino (AUS) · D 3−3+ | No es classificà        | No es classificà       | No es classificà | No es classificà            | No es classificà |

## Tennis
Vegeu Tennis als Jocs Olímpics d'estiu de 2000

### Masculí
| Esportista                 | Categoria  | 1/32 de final                        | Setzens de final                          | Vuitens de final                            | Quarts de final                                  | Semifinals                                       | Final / FC                                     | Final / FC       |
| -------------------------- | ---------- | ------------------------------------ | ----------------------------------------- | ------------------------------------------- | ------------------------------------------------ | ------------------------------------------------ | ---------------------------------------------- | ---------------- |
| Àlex Corretja              | Individual | G. Ivanišević (CRO) V 7−6(3), 7−6(5) | A. Clément (FRA) V 6−7(5), 6−4, 6−4       | T. Haas (DEU) D 6−7(7), 3−6                 | No es classificà                                 | No es classificà                                 | No es classificà                               | No es classificà |
| Albert Costa               | Individual | K. Ullyett (ZWE) D 3−6, 6−3, 9−11    | No es classificà                          | No es classificà                            | No es classificà                                 | No es classificà                                 | No es classificà                               | No es classificà |
| Juan Carlos Ferrero        | Individual | H-t. Lee (KOR) V 6−7(5), 7−6(6), 7−5 | N. Massú (CHL) V 6−4, 7−6(6)              | D. Nestor (CAN) V 7−6(4), 6−3               | A. Di Pasquale (FRA) D 2−6, 1−6                  | No es classificà                                 | No es classificà                               | No es classificà |
| Fernando Vicente           | Individual | A. Ilie (AUS) V 6−3, 6−3             | F. Santoro (FRA) D 1−6, 7−6(2), 5−7       | No es classificà                            | No es classificà                                 | No es classificà                                 | No es classificà                               | No es classificà |
| Àlex Corretja Albert Costa | Dobles     |                                      | J.I. Chela / M. Zabaleta (ARG) V 6−3, 6−4 | J. Novák / D. Rikl (CZE) V 6−7(6), 7−5, 6−4 | M. Mirni / V. Voltchkov (BLR) V 6−7(4), 6−3, 7−5 | T. Woodbridge / M. Woodforde (AUS) D 3−6, 6−7(5) | D. Adams / J-L. de Jager (ZAF) V 2−6, 6−4, 6−3 | 3                |

### Femení
| Esportista                        | Categoria  | 1/32 de final               | Setzens de final                          | Vuitens de final                                 | Quarts de final                   | Semifinals          | Final / FC          | Final / FC          |
| --------------------------------- | ---------- | --------------------------- | ----------------------------------------- | ------------------------------------------------ | --------------------------------- | ------------------- | ------------------- | ------------------- |
| Conchita Martínez                 | Individual | P. Mandula (HUN) V 6−1, 6−0 | K. Habšudová (SVK) D 6−1, 0−6, 4−6        | No es classificà                                 | No es classificà                  | No es classificà    | No es classificà    | No es classificà    |
| Arantxa Sánchez                   | Individual | N. Li (CHN) V 6−1, 7−5      | P. Wartusch (AUT) V 6−2, 6−4              | F. Zuluaga (COL) V 6−2, 6−0                      | V. Williams (EUA) D 6−3, 2−6, 4−6 | No es classificà    | No es classificà    | No es classificà    |
| Magüi Serna                       | Individual | N. Dechy (FRA) D 1−6, 2−6   | No es classificà                          | No es classificà                                 | No es classificà                  | No es classificà    | No es classificà    | No es classificà    |
| Conchita Martínez Arantxa Sánchez | Dobles     |                             | D. Bedáňová / K. Peschke (CZE) V 6−4, 6−3 | O. Barabanschikova / N. Zvereva (BLR) D 4−6, 5−7 | No es classificaren               | No es classificaren | No es classificaren | No es classificaren |

## Tir
Vegeu Tir als Jocs Olímpics d'estiu de 2010

### Masculí
| Esportista     | Esdeveniment              | Qualificació | Qualificació | Final            | Final            |
| Esportista     | Esdeveniment              | Punts        | Posició      | Punts            | Posició          |
| -------------- | ------------------------- | ------------ | ------------ | ---------------- | ---------------- |
| Jorge González | Rifle 3 posicions 50 m    | 1.150        | 33           | No es classificà | No es classificà |
| Jorge González | Rifle posició estesa 50 m | 593          | 19           | No es classificà | No es classificà |
| Jorge González | Carabina d'aire 10 m      | Renúncia     | Renúncia     | No es classificà | No es classificà |
| Sergio Piñero  | Doble fossa olímpica      | 129          | 17           | No es classificà | No es classificà |

### Femení
| Esportista            | Esdeveniment           | Qualificació | Qualificació | Final            | Final            |
| Esportista            | Esdeveniment           | Punts        | Posició      | Punts            | Posició          |
| --------------------- | ---------------------- | ------------ | ------------ | ---------------- | ---------------- |
| Marina Pons           | Rifle 3 posicions 50 m | 565          | 34           | No es classificà | No es classificà |
| Marina Pons           | Carabina d'aire 10 m   | 388          | 36           | No es classificà | No es classificà |
| María Pilar Fernández | Pistola ràpida 25 m    | 575          | 20           | No es classificà | No es classificà |
| María Pilar Fernández | Pistola d'aire 10 m    | 379          | 16           | No es classificà | No es classificà |

## Tir amb arc
Vegeu Tir amb arc als Jocs Olímpics d'estiu de 2000
| Esportista        | Esdeveniment      | Ronda de classificació | Ronda de classificació | Ronda de 64                 | Setzens de final | Vuitens de final | Quarts de final  | Semifinals       | Final            | Final            |
| Esportista        | Esdeveniment      | Punts                  | Posició                | Ronda de 64                 | Setzens de final | Vuitens de final | Quarts de final  | Semifinals       | Final            | Final            |
| ----------------- | ----------------- | ---------------------- | ---------------------- | --------------------------- | ---------------- | ---------------- | ---------------- | ---------------- | ---------------- | ---------------- |
| Almudena Gallardo | Individual femení | 625                    | 36                     | A. Karaseva (BLR) D 162−163 | No es classificà | No es classificà | No es classificà | No es classificà | No es classificà | No es classificà |

## Triatló
Vegeu Triatló als Jocs Olímpics d'estiu de 2000
| Esportista         | Esdeveniment | Natació (1,5 km) | Ciclisme (40 km) | Cursa a peu (10 km) | Total        | Total        |
| ------------------ | ------------ | ---------------- | ---------------- | ------------------- | ------------ | ------------ |
| Eneko Llanos       | Homes        | 18:44            | 58:43            | 33:20               | 1:50:48      | 23           |
| José María Merchán | Homes        | 18:55            | No finalitzà     | No finalitzà        | No finalitzà | No finalitzà |
| Iván Raña          | Homes        | 18:12            | 59:10            | 31:48               | 1:49:10      | 5            |
| Maribel Blanco     | Dones        | 21:15            | 1:08:21          | 37:00               | 2:06:37      | 24           |

## Vela
Vegeu Vela als Jocs Olímpics d'estiu de 2000
Masculí
| Esportista                          | Esdeveniment | Curses | Curses | Curses    | Curses | Curses    | Curses | Curses | Curses | Curses | Curses | Curses    | Punts nets | Final |
| Esportista                          | Esdeveniment | 1      | 2      | 3         | 4      | 5         | 6      | 7      | 8      | 9      | 10     | 11        | Punts nets | Final |
| ----------------------------------- | ------------ | ------ | ------ | --------- | ------ | --------- | ------ | ------ | ------ | ------ | ------ | --------- | ---------- | ----- |
| Fernando Léon José Luis Ballester   | Tornado      | 7      | 9      | 9         | -14    | 6         | -12    | 9      | 3      | 9      | 4      | 2         | 58         | 9     |
| Andrés Jorge Maciel                 | Mistral      | 16     | 17     | 25        | 8      | 25        | 22     | 20     | 20     | −      | 15     | 19        | 162        | 22    |
| Gustavo Martínez Tunte Cantero      | 470          | 17     | 11     | 15        | 9      | -18       | 3      | 12     | 2      | 8      | 4      | -21       | 81         | 10    |
| Luis Martínez                       | Laser        | 3      | -23    | 16        | 8      | OCS (-24) | 23     | 5      | 3      | 16     | 13     | 10        | 97         | 11    |
| Josep van der Ploeg Rafael Trujillo | Star         | 2      | 4      | DSQ (-17) | 3      | 11        | 7      | 4      | 10     | 3      | 11     | OCS (-17) | 55         | 8     |

Femení
| Esportista                       | Esdeveniment | Curses | Curses | Curses | Curses | Curses | Curses | Curses | Curses | Curses | Curses | Curses    | Punts nets | Final |
| Esportista                       | Esdeveniment | 1      | 2      | 3      | 4      | 5      | 6      | 7      | 8      | 9      | 10     | 11        | Punts nets | Final |
| -------------------------------- | ------------ | ------ | ------ | ------ | ------ | ------ | ------ | ------ | ------ | ------ | ------ | --------- | ---------- | ----- |
| María del Carmen Vaz             | Mistral      | 4      | 5      | 14     | 9      | 19     | 11     | 8      | 9      | 6      | 14     | 6         | 72         | 8     |
| Neus Garriga                     | Europe       | 10     | 2      | 11     | 13     | 5      | 1      | -17    | 3      | 11     | 5      | OCS (-28) | 61         | 4     |
| Natàlia Via-Dufresne Sandra Azón | 470          | 14     | -18    | 5      | 2      | -19    | 3      | 11     | 2      | 4      | 9      | 5         | 55         | 6     |

Aigües obertes
| Esportista                        | Esdeveniment | Curses | Curses | Curses | Curses | Curses | Curses | Curses | Curses | Curses | Curses    | Curses | Curses | Curses | Curses | Curses | Curses | Punts nets | Final |
| Esportista                        | Esdeveniment | 1      | 2      | 3      | 4      | 5      | 6      | 7      | 8      | 9      | 10        | 11     | 12     | 13     | 14     | 15     | 16     | Punts nets | Final |
| --------------------------------- | ------------ | ------ | ------ | ------ | ------ | ------ | ------ | ------ | ------ | ------ | --------- | ------ | ------ | ------ | ------ | ------ | ------ | ---------- | ----- |
| Santiago López Javier de la Plaza | 49er         | 1      | 8      | 11     | 8      | 4      | 3      | 1      | 11     | 11     | OCS (-18) | 5      | 1      | 1      | -12    | 10     | 4      | 79         | 4     |

Soling
| Esportista                                    | Esdeveniment | Curses individuals | Curses individuals | Curses individuals | Curses individuals | Curses individuals | Curses individuals | Curses individuals | Curses individuals | Round Robin 1       | Round Robin 1       | Round Robin 2       | Round Robin 2       | Quarts de final     | Quarts de final     | Semifinals          | Semifinals          | Final               | Final               |
| Esportista                                    | Esdeveniment | 1                  | 2                  | 3                  | 4                  | 5                  | 6                  | Punts nets         | Posició            | Victòries           | Posició             | Victòries           | Posició             | Victòries           | Posició             | Victòries           | Posició             | Victòries           | Posició             |
| --------------------------------------------- | ------------ | ------------------ | ------------------ | ------------------ | ------------------ | ------------------ | ------------------ | ------------------ | ------------------ | ------------------- | ------------------- | ------------------- | ------------------- | ------------------- | ------------------- | ------------------- | ------------------- | ------------------- | ------------------- |
| Manuel Doreste Domingo Manoque Juan Luis Wood | Soling       | 15                 | 12                 | 16                 | 16                 | 8                  | 6                  | 57                 | 16                 | No es classificaren | No es classificaren | No es classificaren | No es classificaren | No es classificaren | No es classificaren | No es classificaren | No es classificaren | No es classificaren | No es classificaren |

## Voleibol
Vegeu Voleibol als Jocs Olímpics d'estiu de 2000

### Masculí
Jugadors
| - Carlos Carreño - José Antonio Casilla - Enrique de la Fuente - Miguel Angel Falasca - José Luis Moltó - Rafael Pascual | - Cosme Prenafeta - Juan Carlos Robles - Ernesto Rodríguez - Juan José Salvador - Luis Pedro Suela - Alexis Valido |

Entrenador: Raúl Lozano
Fase de grups
| Equip         | J | G | P | SF | SC | Dif  | Punts |
| ------------- | - | - | - | -- | -- | ---- | ----- |
| Brasil        | 5 | 5 | 0 | 15 | 1  | +84  | 10    |
| Països Baixos | 5 | 4 | 1 | 12 | 5  | +57  | 9     |
| Cuba          | 5 | 3 | 2 | 9  | 7  | +48  | 8     |
| Austràlia     | 5 | 2 | 3 | 6  | 10 | -47  | 7     |
| Espanya       | 5 | 1 | 4 | 7  | 12 | -40  | 6     |
| Egipte        | 5 | 0 | 5 | 1  | 15 | -102 | 5     |

Resultats
| Ronda             | Data  | Partit        | Partit | Partit  | Set 1 | Set 2 | Set 3 | Set 4 | Set 5 |
| ----------------- | ----- | ------------- | ------ | ------- | ----- | ----- | ----- | ----- | ----- |
| Fase de grups − 1 | 17/09 | Espanya       | 3 − 0  | Egipte  | 25−20 | 25−10 | 25−21 |       |       |
| Fase de grups − 2 | 19/09 | Espanya       | 1 − 3  | Cuba    | 21−25 | 12−25 | 25−21 | 20−25 |       |
| Fase de grups − 3 | 21/09 | Austràlia     | 3 − 1  | Espanya | 23−25 | 25−20 | 25−23 | 25−19 |       |
| Fase de grups − 4 | 23/09 | Espanya       | 1 − 3  | Brasil  | 27−25 | 14−25 | 21−25 | 20−25 |       |
| Fase de grups − 5 | 25/09 | Països Baixos | 3 − 1  | Espanya | 25−18 | 25−17 | 24−26 | 25−21 |       |

## Voleibol platja
Vegeu Voleibol platja als Jocs Olímpics d'estiu de 2000
| Esportista              | Esdeveniment | Rondes preliminars                   | Rondes preliminars                | Rondes preliminars                  | Vuitens de final                    | Quarts de final                      | Semifinals       | Final            | Final |
| Esportista              | Esdeveniment | Preliminar                           | 1a ronda                          | 2a ronda                            | Vuitens de final                    | Quarts de final                      | Semifinals       | Final            | Final |
| ----------------------- | ------------ | ------------------------------------ | --------------------------------- | ----------------------------------- | ----------------------------------- | ------------------------------------ | ---------------- | ---------------- | ----- |
| Fabio Diez Javier Bosma | Homes        | J. Ahmann / A. Hager (DEU) · D 15−13 | B. Berg / S. Dahl (SWE) · V 15−11 | M. Palinek / M. Lebl (CZE) · V 15−4 | J. Loiolo / E. Rego (BRA) · V 17−16 | J. Ahmann / A. Hager (DEU) · D 16−15 | No es classificà | No es classificà | 5     |

## Waterpolo
Vegeu Waterpolo als Jocs Olímpics d'estiu de 2000

### Masculí
Jugadors
| - Ángel Andreo - Daniel Ballart - Manel Estiarte - Pedro Francisco García - Salvador Gómez - Gabriel Hernández - Gustavo Marcos |  | - Daniel Moro - Iván Moro - Sergi Pedrerol - Jesús Rollán - Javier Sánchez Toril - Jordi Sans |

Entrenador: Joan Jané
Fase de grups
| Equip      | J | G | E | P | GF | GC | Dif | Punts |
| ---------- | - | - | - | - | -- | -- | --- | ----- |
| Rússia     | 5 | 4 | 0 | 1 | 51 | 28 | +23 | 9     |
| Itàlia     | 5 | 4 | 0 | 1 | 43 | 32 | +11 | 9     |
| Espanya    | 5 | 2 | 2 | 1 | 32 | 34 | -2  | 5     |
| Austràlia  | 5 | 1 | 2 | 2 | 38 | 36 | +2  | 4     |
| Kazakhstan | 5 | 1 | 3 | 1 | 41 | 46 | -5  | 3     |
| Eslovàquia | 5 | 0 | 5 | 0 | 30 | 59 | -29 | 0     |

Resultats
| Ronda             | Data  | Hora  | Partit     | Partit | Partit        |
| ----------------- | ----- | ----- | ---------- | ------ | ------------- |
| Fase de grups − 1 | 23/09 | 15:00 | Kazakhstan | 7 − 8  | Espanya       |
| Fase de grups − 2 | 24/09 | 15:00 | Espanya    | 7 − 6  | Eslovàquia    |
| Fase de grups − 3 | 25/09 | 10:45 | Itàlia     | 6 − 5  | Espanya       |
| Fase de grups − 4 | 26/09 | 10:45 | Rússia     | 8 − 5  | Espanya       |
| Fase de grups − 5 | 27/09 | 20:30 | Austràlia  | 7 − 7  | Espanya       |
| Quarts de final   | 29/09 | 19:15 | Espanya    | 9 − 8  | Croàcia       |
| Semifinals        | 30/09 | 14:30 | Rússia     | 8 − 7  | Espanya       |
| Tercer/quart lloc | 01/10 | 15:00 | Espanya    | 3 − 8  | RF Iugoslàvia |